# خليفة الجري
خليفة طلال محمد الجري ، نائب سابق في مجلس الأمة الكويتي.

## سيرته البرلمانية
شارك في انتخابات مجلس الأمة الكويتي 1963 في الدائرة العاشرة وحصل على المركز الثاني برصيد 726 صوت وفاز بالانتخابات ، وشارك في انتخابات مجلس الأمة الكويتي 1967 في الدائرة العاشرة وحصل على المركز الحادي عشر برصيد 466 صوت وخسر بالانتخابات ، وشارك في انتخابات مجلس الأمة الكويتي 1981 في الدائرة الحادية والعشرون وحصل على المركز الثاني برصيد 306 صوت وفاز بالانتخابات.

## عن حياته
- عمل موظفا في شركة النفط قديما عند بداية التوظيف في الشركة.
- أصبح رئيس لبلدية أبوحليفة خلفاً للشيخ حمود علي المالك السلمان الصباح.
- رجل أعمال، قام بتأسيس شركه أم القرى للخدمات التعليمية وهي إحدى شركات التعليم بدولة الكويت .
- دعم السياحة الكويتية بإنشائه منتزه خليفة السياحي .
- ترأس نادي الساحل الرياضي .
- ساهم بتأسيس اتحاد أصحاب المدارس الخاصة وترأس الاتحاد عدة سنوات .

## الأبناء
- المهندس/ دعيج الجري - عضو مجلس الأمة الكويتي في عام 1984 م.
- المحامي/ صلاح الجري - رجل أعمال وعضو غرفة التجارة.
- السيد / جري الجري - رئيس مجلس إدارة شركة أم القرى للخدمات التعليمية.
- السيد / طلال الجري - مدير عام شركة أم القرى للخدمات التعليمية.